# I due prigionieri
I due prigionieri  (Dead Man's Ransom) è un giallo storico di ambientazione medievale, scritto dall'autrice britannica Ellis Peters. Si tratta del nono romanzo in cui indaga il monaco benedettino Fratello Cadfael. Pubblicato per la prima volta in lingua originale nel 1984 è arrivato nelle librerie italiane nel 1993, tradotto da Elsa Pelitti.

## Contesto storico
La serie di Fratello Cadfael si svolge durante il periodo dell'anarchia inglese. Ossia quei 19 anni in cui Re Stefano e l'Imperatrice Maud combatterono tra loro per il trono d'Inghilterra. Questo romanzo, in particolare, inizia con le conseguenze della famosa battaglia di Lincoln che avvenne nel febbraio 1141.
Nel dicembre 1140, il conte Ranulf di Chester e il fratello illegittimo William de Roumare, presero con l'inganno il castello di Lincoln, che era sotto il controllo di Re Stefano. Gli abitanti della sottostante città fecero appello al re affinché li aiutasse.
Intorno a Natale, il Re giunse con parte delle sue truppe e prese la città, cingendo d'assedio il castello. Ciononostante, Ranulf riuscì a fuggire, lasciando il fratello a sostenere l’assedio, e chiese l’aiuto dell’Imperatrice Maud.  Questa inviò in soccorso il fratello illegittimo Robert di Gloucester e un forte contingente armato.
A fianco di Robert e del conte Ranulf di Chester vennero anche delle armate gallesi, comandate da Cadwaladr ap Gruffyd, fratello minore di Owain Gwynedd (principe regnante del Galles), e delle truppe al seguito di Madog ap Maredudd, signore di Powys e cognato di Cadwaladr. Owain Gwynedd mantenne la sua neutralità e quella del suo regno, e non sostenne la decisione del fratello e del cognato.
Il 2 febbraio 1141, l’esercito di Robert e le forze gallesi guadarono il canale Fossdyke, ingrossato da una piena, e attaccarono le truppe di Re Stefano. Prima della battaglia il re avrebbe potuto ritirarsi, ma decise comunque di rimanere e combattere. Stefano fu catturato e preso prigioniero dalle forze di Robert di Gloucester. Le forze dell'Imperatrice Maud ebbero la meglio, vincendo la battaglia, e la città di Lincoln fu saccheggiata.

## Trama
Il romanzo si apre con le conseguenze di quanto successo al termine del precedente romanzo.  In quell'occasione era giunta la notizia che il conte Ranulf di Chester e il fratello illegittimo William de Roumare avevano tradito l'accordo con Re Stefano e preso la città di Lincoln. 
È la sera del giorno 7 febbraio 1141, Fratello Cadfael  lascia l'abbazia dei Santi Pietro e Paolo e si reca a Shrewsbury nella casa del vicesceriffo Hugh Beringar. Lo accolgono Aline, moglie di Hugh, e Giles, il figlioletto di un anno di cui Cadfael è padrino. Tutti, Aline in particolare, sono in fremente attesa del ritorno da Lincoln del vicesceriffo e degli uomini che erano partiti con lui. 
Finalmente avviene il sospirato ritorno. Hugh è stanco e ammaccato, ma incolume. Con lui c'è anche la maggioranza degli uomini che era partita da Shrewsbury. Dopo essersi cambiato e ristorato, finalmente Beringar racconta a sua moglie e a fratello Cadfael come si sono svolti gli avvenimenti.  In particolare riporta la notizia della perdita della battaglia e della cattura di Re Stefano da parte di Robert di Gloucester. E per gli abitanti di Shrewsbury, c'è un'altra infausta notizia: non si sa più nulla di Gilbert Prestcote, lo sceriffo dello Shropshire. Egli è il superiore di Hugh e quest'ultimo ritiene che sia stato fatto prigioniero dalle forze gallesi.
Due giorni dopo, finita la messa, Cadfael, Beringar e l'abate Radulfus hanno un incontro che dà loro speranza di poter riavere lo sceriffo. Sorella Magdalen, che Cadfael aveva già incontrato nel corso delle vicende narrate nel libro Due delitti per un monaco, arriva all'abbazia scortata da quattro uomini. Ella racconta che il suo convento a Godric's Ford è stato attaccato dalle truppe gallesi in ritirata, ma che, avvertiti in tempo, sono riusciti a respingere l'attacco. Non solo, hanno fatto un prigioniero. Egli è un giovane di buona famiglia che è quasi annegato nel fiume in piena. Sorella Magdalen desidera che il vicesceriffo prenda in consegna il prigioniero che potrà essere scambiato con Gilbert Prestocote.
Quando il giovane gallese arriva al castello, Cadfael è chiamato a prestargli delle cure mediche. Così scopre che il ragazzo non solo parla correntemente l'inglese ma che si chiama Elis ap Cynan ed è un lontano parente del principe del Galles, Owain Gwynedd. Sebbene all'inizio sia scontroso e insolente, quando scopre di poter essere scambiato con lo sceriffo e rimandato a casa, è ben lieto di collaborare e dimostra un carattere aperto e allegro. Racconta di avere un fratello adottivo, Eliud, al quale è molto legato e di essere fidanzato fin da bambino con Cristina figlia di Tudur, ma di non essere entusiasta del matrimonio .
Beringar e l'abate sono concordi nel mandare Cadfael al cospetto di Owain Gwynedd con una proposta di scambio dei prigionieri. Prima di partire, Cadfael va ancora a trovare il giovane Elis e, mentre si trovano insieme nel cortile del castello, il giovane scorge l'eterea figura di Melicent, la figlia di Gilbert Prestcote. A nulla valgono gli avvertimenti di fratello Cadfael, Elis fissa la ragazza senza riuscire a staccare lo sguardo.
Cadfael parte con una piccola guarnigione e si trova ben presto a Tregeiriog, nel castello appartenente a Tudur ap Rhys, il padre della promessa sposa di Elis. Lì, Cadfael incontra Owain Gwynedd e l'accordo per lo scambio di prigionieri viene preso con facilità. Prima di fare ritorno a Shrewsbury con le buone notizie, ha anche il tempo di conoscere non solo la fidanzata di Elis, Cristina, ma anche Eliud il suo amato fratello.
Intanto a Shrewsbury, Elis e Melicent si confessano il loro amore. Ma i due innamorati sono angosciati perché lo scambio di prigionieri li separerà per sempre. Melicent infatti sa che il padre odia i gallesi e non concederebbe la sua mano nemmeno a un principe del Galles.
Finalmente, dieci giorni dopo il ritorno di Cadfael dal Galles, arriva anche il piccolo gruppo che accompagna lo sceriffo Prestcote. Il viaggio è stato lungo, perché il prigioniero è molto debole a causa di diverse ferite subite in battaglia. All'arrivo viene quindi portato subito nell'infermeria dell'abbazia perché sia curato da Fratello Edmund e Fratello Cadfael.
Ed è quello stesso giorno che avviene il delitto. Gilbert Prestcote, mentre giace debole e addormentato, viene soffocato.  Il contingente gallese ancora non è ripartito e viene perciò trattenuto da Hugh Beringar per le indagini. Solo i tre uomini con un alibi inattaccabile vengono rilasciati affinché possano portare la triste notizia dell'omicidio a Owain Gwynedd.
Cadfael indaga, mentre Beringar è impegnato a mantenere l'ordine nella contea e a evitare possibili invasioni da parte del conte di Chester. A tal proposito è anche aiutato da Owain Gwynedd; i due hanno infatti stretto un'alleanza con lo scopo di mantenere la pace e l'ordine nelle loro terre.

## Edizioni italiane
- Ellis Peters, I due prigionieri, traduzione di Elsa Pelitti, collana: La gaja scienza, n° 416, Milano, Longanesi & C., 1993,  p. 235, ISBN 88-304-1162-0.
- Ellis Peters, I due prigionieri, traduzione di Elsa Pelitti, Milano, TEA, 1995,  p. 235, ISBN 88-7819-745-9.
- Ellis Peters, I due prigionieri, traduzione di Elsa Pelitti, Milano, Club degli Editori, 1993.
- Ellis Peters, I due prigionieri, Trezzano sul Naviglio, Euroclub, 1997,  p. 235.